# DM i landevejscykling 2005
Danmarksmesterskaberne i landevejscykling 2005 blev afholdt fra 24. – 26. juni 2005 i Odense på Fyn. Konkurrencerne for U23 blev afholdt 19. og 21. august i Slagelse på Sjælland.
| Event           | Guld              | Sølv              | Bronze                |
| --------------- | ----------------- | ----------------- | --------------------- |
| Herrer - Elite  |                   |                   |                       |
| Enkeltstart     | Michael Blaudzun  | Brian Vandborg    | Lars Bak              |
| Linjeløb        | Lars Bak          | Lars Michaelsen   | Matti Breschel        |
| Herrer - U23    |                   |                   |                       |
| Enkeltstart     | Martin Mortensen  | Michael Tronborg  | Lasse Bøchman         |
| Linjeløb        | Jan Almblad       | Martin Mortensen  | Anders Lund           |
| Herrer - Junior |                   |                   |                       |
| Enkeltstart     | Kasper Thustrup   | Thomas Guldhammer | André Steensen        |
| Linjeløb        | Troels Vinther    | Thomas Guldhammer | Thomas Kristiansen    |
| Damer - Elite   |                   |                   |                       |
| Enkeltstart     | Dorte Lohse       | Trine Hansen      | Linda Villumsen       |
| Linjeløb        | Dorte Lohse       | Linda Villumsen   | Janne Bruhn-Henriksen |
| Damer - Junior  |                   |                   |                       |
| Enkeltstart     | Mie Bekker Lacota | Trine Schmidt     | Maria Bornak          |